# Blarney (County Cork)
Die Pendlerstadt Blarney (irisch An Bhlarna, deutsch: das kleine Feld) liegt im Südwesten Irlands im County Cork. Sie hat 2779 Einwohner (Stand 2022).

## Lage
Blarney liegt etwa sieben Kilometer westnordwestlich vom Stadtzentrum Corks am Blarney River. Am östlichen Rand der Gemeinde führt die N20 entlang. Im Nordwesten von Blarney liegt der Ortsteil Ardamadane.

## Geschichte
Bis 2019 gehörte die Ortschaft zum Cork County und wurde dann gemeinsam mit den Nachbarorten Tower und Glanmire in die Verwaltungsgrenzen des Cork City Councils überführt. 

## Sehenswürdigkeit
- Anglikanische Wiederauferstehungskirche
- katholische Kirche der Unbefleckten Empfängnis
- Wollmühlen (Blarney Woollen Mills), 1823 errichtet, Anfang der 1970er Jahre geschlossen, heute Touristenshop
- Blarney Castle, ursprünglich aus der Zeit um 1200, Blarney Stone von 1446
- Blarney House, 1874 errichtetes Herrenhaus
- Parkanlage The Square

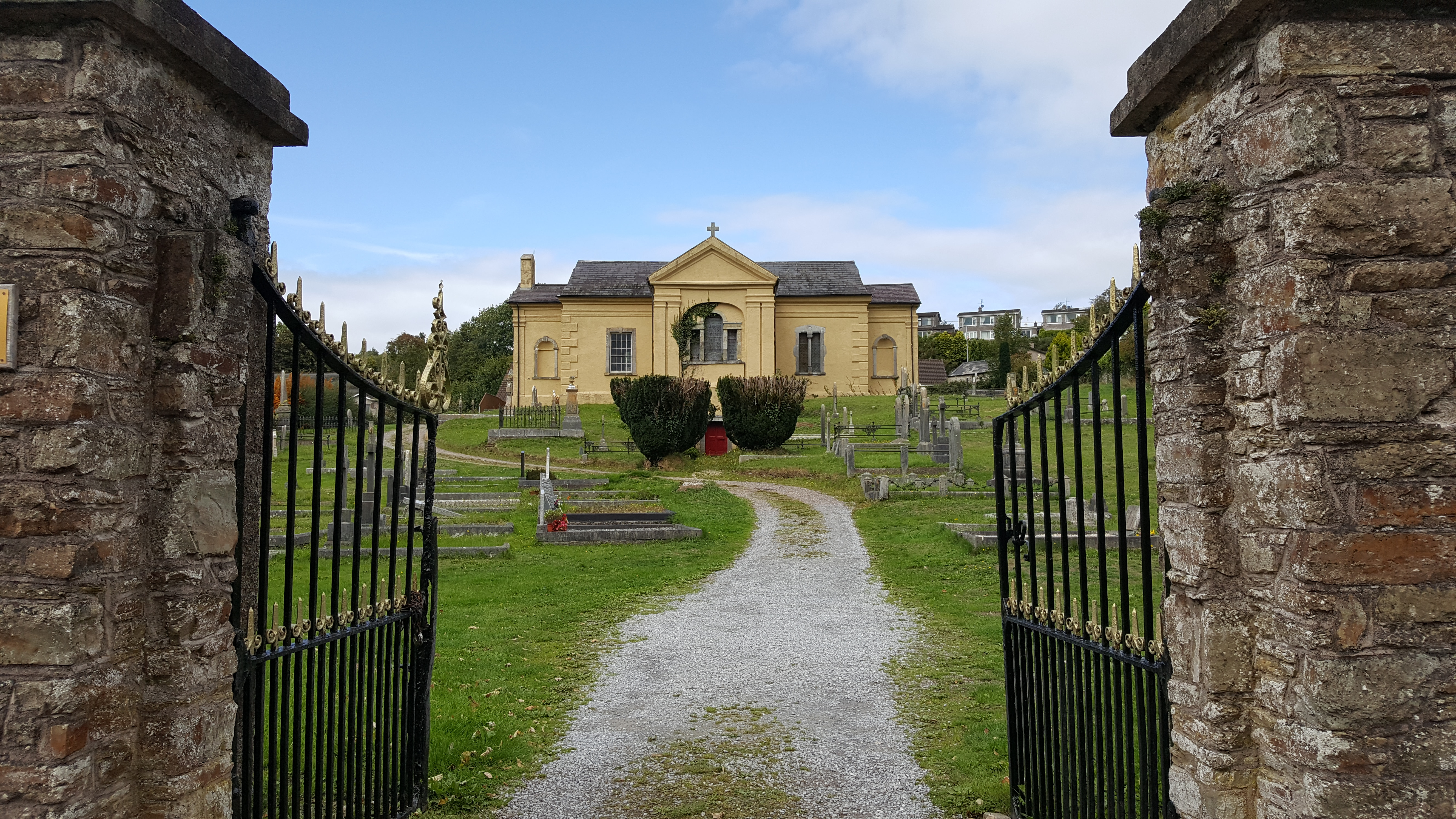
Wiederauferstehungskirche
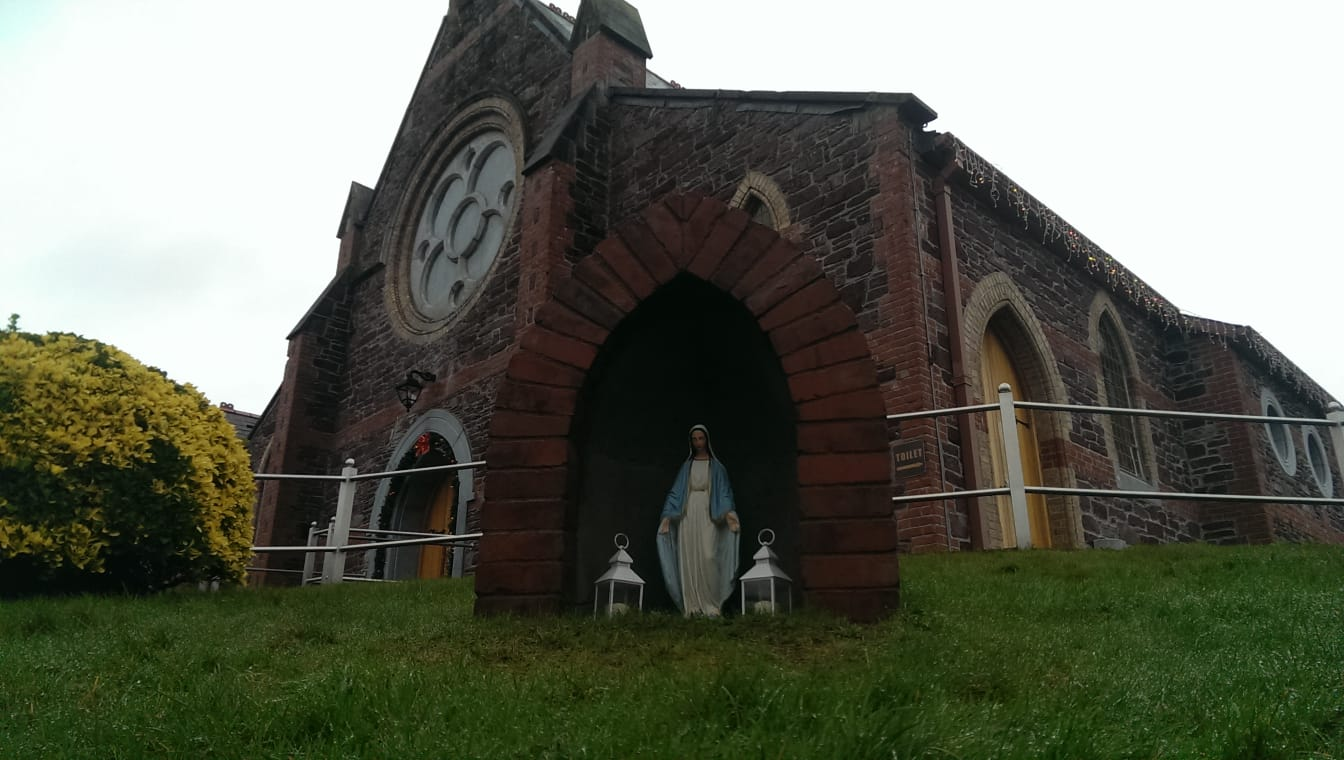
Kirche der Unbefleckten Empfängnis
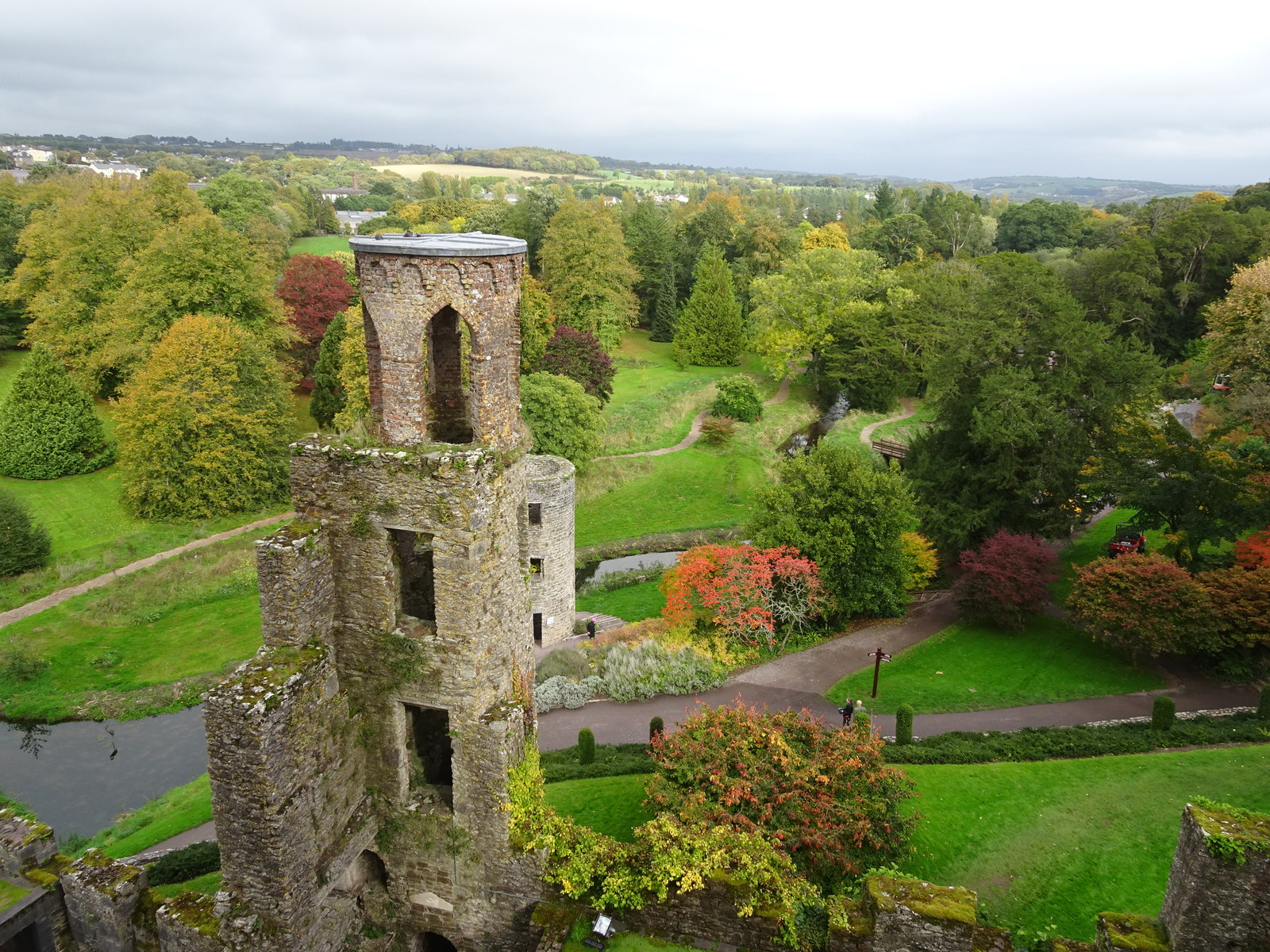
Blarney Castle
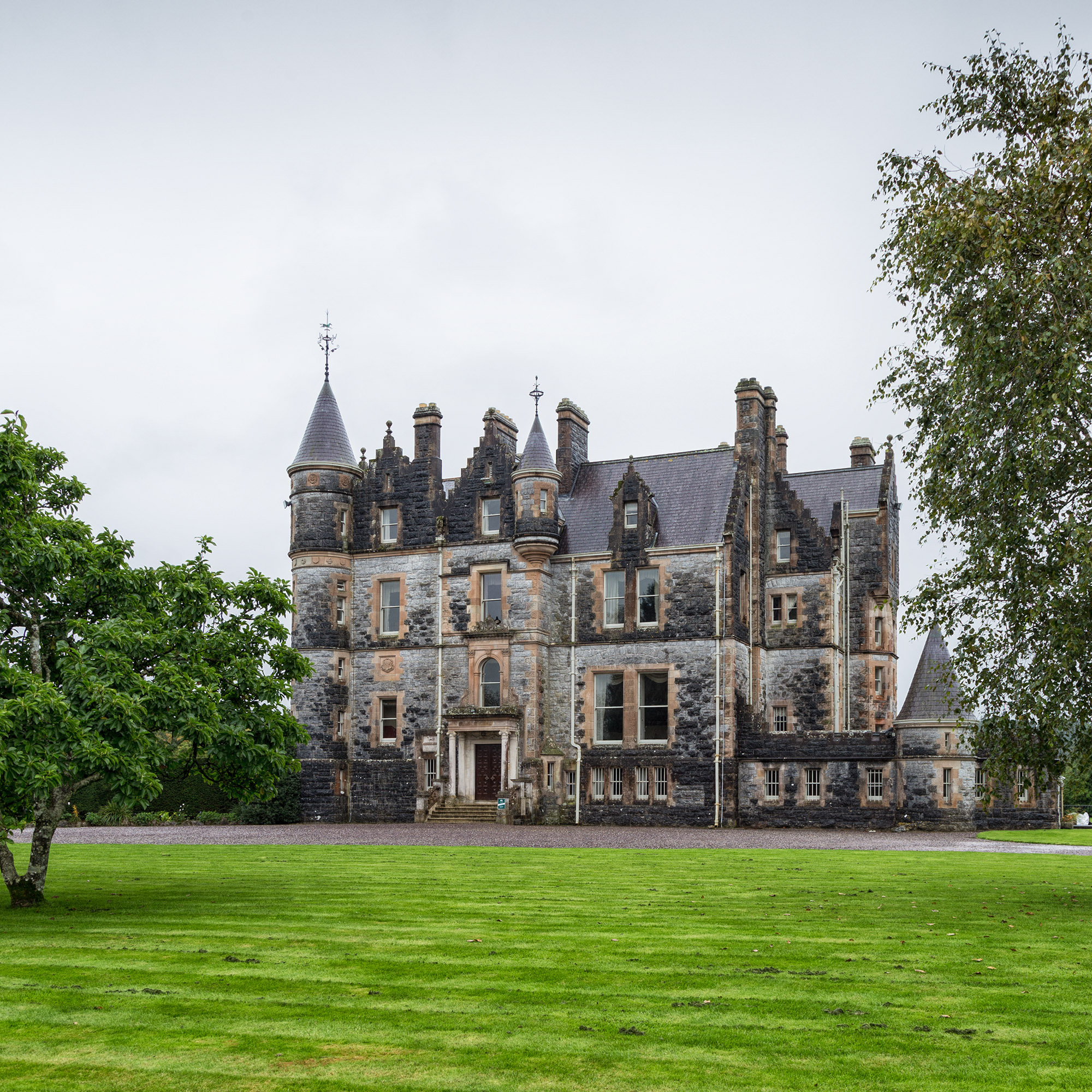
Blarney House

## Persönlichkeiten
- Thomas McRedmond (1838–1904), katholischer Bischof von Killaloe (1891–1904)
- Aindrias Moynihan (* 1967), Abgeordneter (Teachta Dála) für die Fianna Fáil
- Mick Flannery (* 1983), Singer-Songwriter
- Conor McCarthy (* 1998), Fußballspieler

## Trivia
Nach der Ortschaft ist der Asteroid (2320) Blarney benannt.